# DA, Kunsthaus Kloster Gravenhorst

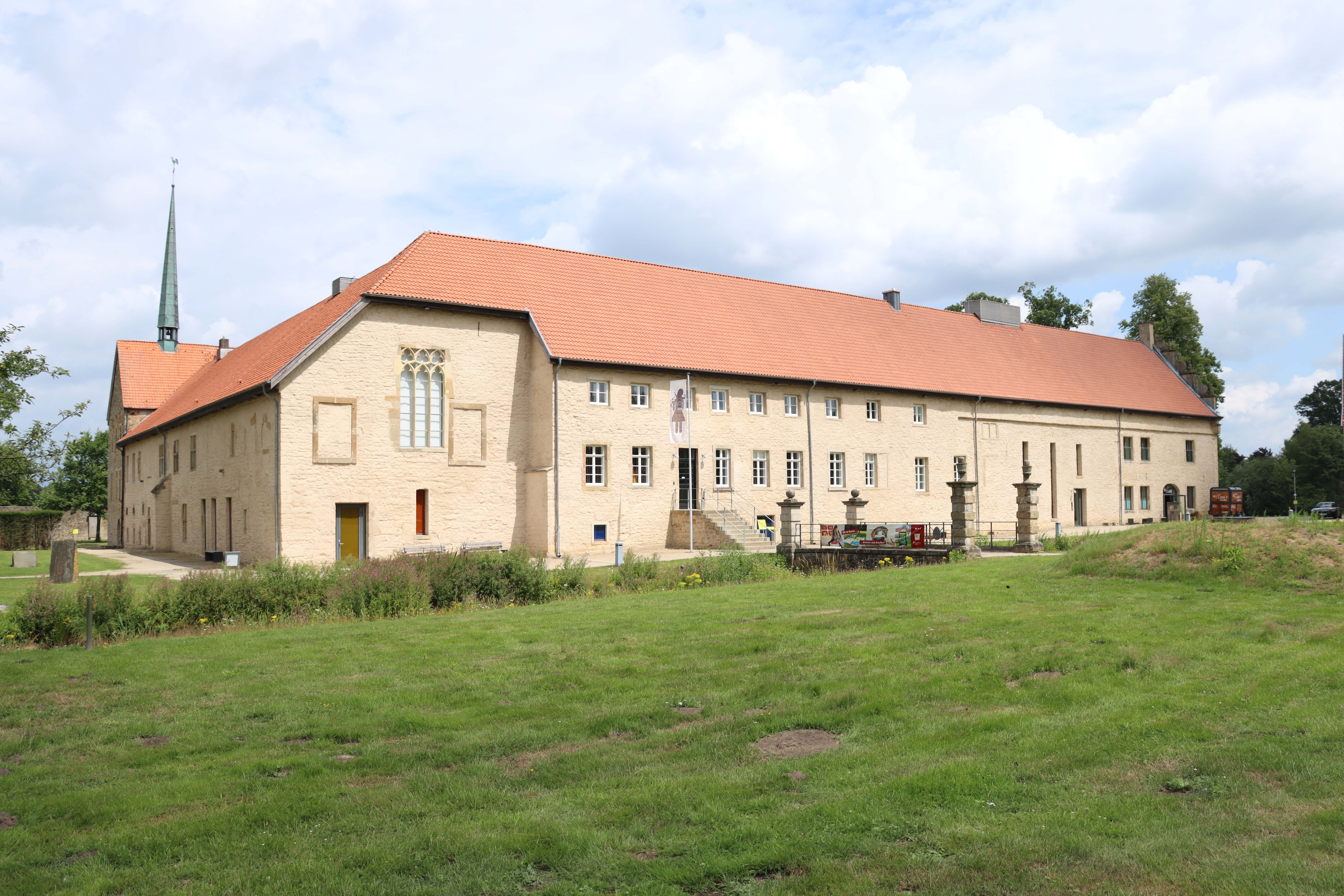
Außenansicht des DA, Kunsthaus Kloster Gravenhorst

Das DA, Kunsthaus Kloster Gravenhorst ist ein ehemaliges Zisterzienserinnenkloster, das heute ein Kunst- und Kulturangebot mit Schwerpunkt auf zeitgenössischer Kunst präsentiert. Es befindet sich nahe der Stadt Hörstel, in der Bauernschaft Gravenhorst. Träger des DA, Kunsthaus ist der Kreis Steinfurt.

## Inhalte
Die inhaltliche Ausrichtung des DA, Kunsthaus verdeutlicht sich bereits in den Initialen „DA“, die als „Denkmal-Atelier“ auf den historischen Ort wie auch auf die Nutzung als künstlerische Produktionsstätte verweisen. Das Programm setzt sich aus Kunstausstellungen und historischen Präsentationen, partizipativen Projektstipendien, Licht-, Klang- und Gartenkunst sowie Kulturfesten, Konzerten und weiteren Veranstaltungen wie dem Klostermarkt „Marktzauber“ und Open-Air-Kino zusammen.

## Geschichte

### Vorgeschichte
Im Jahr 1256 gründeten der Ritter Konrad von Brochterbeck und seine Frau Amalgardis von Budde in „Grauenhorst“ ein Zisterzienserinnenkloster zu Ehren der Gottesmutter Maria. Über 500 Jahre lebte an diesem Ort eine Gemeinschaft von Frauen. Sie konnten hier Selbstheiligung, Gotteslob, Memoria pflegen und beteten für das Seelenheil ihrer Familien, von Stifterinnen und Förderern. Mit der französischen Machtübernahme in Westfalen wurde das Kloster Gravenhorst 1808 aufgelöst.
Nach häufigen Besitzerwechseln im 19. und 20. Jahrhundert erwarb im Jahr 1986 der Trägerverein Kloster Gravenhorst e.V. die Klosteranlage. 1999 überließ er dem Kreis Steinfurt die Anlage in einem Erbbaurechtsvertrag. In den folgenden Jahren kam es mit der Unterstützung des Landschaftsverbands Westfalen-Lippe zu umfangreichen archäologischen Untersuchungen und Ausgrabungen.
Im Jahr 2001 machte die Skulptur Biennale Münsterland im Kreis Steinfurt Station. Dabei entstanden zwei Werke im Klosterpark, die die weitere Zukunft des Ensembles mitbestimmen sollten: Zum einen die Labyrinth-Installation Waiting for the barbarians des südafrikanischen Künstlers Kendell Geers, zum anderen die Klang- und Lichtinstallation Die Zone von Dagmar Demming. Daraus entstand die Idee, die ehemalige Klosteranlage zu einem Kunsthaus umzugestalten. Im Rahmen der Regionale 2004 erfolgten umfangreiche Sanierungen, bis schließlich das DA, Kunsthaus Kloster Gravenhorst im Sommer desselben Jahres eröffnet wurde.

### DA, Kunsthaus Kloster Gravenhorst
Zur Eröffnung inszenierte das Theater Titanick aus Münster am 28. und 29. Mai das Stück HIMMEL & ERDE. Im Mittelpunkt stand die Geschichte des Klosters bis in die Gegenwart. Bei der Open-Air-Aufführung kamen u. a. 25 Amateur-Schauspieler aus der Region zum Einsatz. Noch im Eröffnungsjahr 2004 fanden die bereits bestehenden Formate „Jugend gestaltet“ und „Kunst in der Region“, mit denen der Kreis Steinfurt jeweils die regionale Kunstszene fördert, im DA, Kunsthaus ein neues Zuhause. Zudem war aus den vorangegangenen Ausgrabungen der Wunsch entstanden, auch die geschichtliche Facette des Ortes im Denkmal-Atelier (DA) sicht- und erfahrbar zu machen. Die daraus erwachsene historische Präsentation „Geschichte hinterm Giebel“ gibt jährlich, unter wechselnden thematischen Schwerpunkten, Einblick in die Historie des Klosters und seiner Umgebung. Das Format ist im Laufe der Jahre organisch gewachsen und präsentiert sich zunehmend medialer und raumfassender.
2005 erfolgte die erste Ausschreibung des Projektstipendiums KunstKommunikation. Seitdem fördert der Kreis Steinfurt partizipatorische und ortsbezogene Kunstprojekte und -interventionen. Im folgenden Jahr wurden die ersten drei Kunstprojekte vor Ort umgesetzt: „Auf großer Fahrt von Citeaux nach Gravenhorst“ von Frank Bölter, „Villa Hörstel“ von Folke Köbberling und Martin Kaltwasser sowie „My Private Gravenhorst“ von Tom Koesel.
Ebenfalls 2006 jährte sich die Gründung des Klosters Gravenhorsts zum 750. Mal. Aus diesem Anlass entstanden zwei Ausstellungen, die sich dem Jubiläum aus historischer und künstlerischer Perspektive näherten. Die historische Präsentation „Der Ort: 750 Jahre Kloster Gravenhorst“ zeigte das Kloster als einen Ort, an dem Geschichte und Geschicke immer wieder Neues haben entstehen lassen. Die Ausstellung „MEMORIA! – 7 Positionen“ knüpfte hieran an und versammelte sieben künstlerische Positionen, die die Verbindung zwischen der Historie des sanierten Denkmals und der neuen Nutzung als Produktions- und Präsentationsort für zeitgenössische Kunst herstellten.
2007 übernahm Berit Gerd Andersen die Leitung des DA, Kunsthauses. Nachdem die gebürtige Dänin bereits zuvor entscheidend am Aufbau des neuen Kulturstandortes mitgearbeitet und u. a. das Projektstipendium KunstKommunikation konzipiert hatte, erarbeitete sie in den folgenden Jahren die verschiedenen Programmformate und entwickelte diese kontinuierlich weiter. Bereits kurze Zeit später entstanden unter Andersens Einfluss auch die ersten Projekte von internationalem Rang. Zum Jahreswechsel 2008/09 war mit „SACRALIS“ von Arend Zwickerl die erste „Winterlicht“-Ausstellung im Westflügel zu sehen. Seitdem werden in den Wintermonaten international renommierte Lichtkünstler eingeladen, die besonderen Ausstellungsräume zu bespielen. Inmitten der Lichtkunst finden traditionell das Neujahrskonzert und der Ökumenische Gottesdienst Anfang Februar statt. 2009 wurde zudem die Klangkunstreihe „SOUNDSEEING“ im DA, Kunsthaus initiiert, die sich in den folgenden Jahren zu einem münsterlandweiten Festival entwickelte.
2014 feierte das DA, Kunsthaus sein 10-jähriges Jubiläum. Der Kern der Feierlichkeiten war die Ausstellung „Wolkenatem“ des internationalen Kunst-Duos Bettina Bürkle und Klaus Illi. Die mehrteilige Installation bestand aus großen, beweglichen und aufblasbaren Skulpturen, die zusammen mit der Klosterarchitektur einen besonderen Erfahrungsraum bildeten. Der Höhepunkt des offiziellen Festakts zum Jubiläum war die Uraufführung des Musikwerkes Animata von Christoph Haberer. Dieser war beauftragt worden, eigens für diesen besonderen, ehemals sakralen Raum ein Musikwerk zu schaffen.
2019 startete die „Gravenhorster SAISONALE*“. Durch Unterstützung des Landes Nordrhein-Westfalen wurde in den Sommermonaten von 2019 bis 2021 die Freifläche rund um das Kloster als Plattform für temporäre Kunstinterventionen genutzt, die ihr Augenmerk auf den klösterlich geprägten Ort in enger Verbindung zur umgebenden Natur und Landschaft legten. Mit einem Frühlingsfest samt musikalischem Rundgang und großem Picknick gab es 2019 über die Sommermonate hinweg viele Gelegenheiten für Partizipation und Kunst im Außenraum, 2020 nahm die zweite Gravenhorster SAISONALE* das Thema „Heimat-Gärten“ in den Fokus und 2021 erlebte die temporäre Kloster.Garten.Kunst ihre „Blütezeit“.
Im Beisein von Ina Scharrenbach, Ministerin für Heimat, Kommunales, Bau und Digitalisierung des Landes Nordrhein-Westfalen, feierten am 23. Oktober 2022 zwei neue Multimedia-Guides zur Geschichte des Klosters Gravenhorst Premiere. Unter dem Titel „Reisen durch Raum und Zeit“ führt der Multimedia-Guide für Erwachsene interaktiv über das Außengelände und durch verschiedene Innenräume des ehemaligen Klosters. 3D-Rekonstruktionen machen die Entwicklung sichtbar, Hörclips und Filme vermitteln das jeweilige Thema. Die zugehörige Spiele-App lädt Kinder ein, als Müllerstochter Clara, Ritter Konrad oder Prinzessin Oda auf Entdeckungsreise zu gehen und mit einem Rucksack ins Gelände zu ziehen.
Ende 2022 verabschiedete sich Berit Gerd Andersen, Leiterin und Kuratorin des DA, in den Ruhestand. Ihre Nachfolgerin wurde am 1. Dezember Sara Dietrich, die zuvor bereits die Stelle als stellvertretende Leiterin innehatte.

### „bepART – 20 Jahre DA“
2024 feiert das DA, Kunsthaus Kloster Gravenhorst sein 20-jähriges Jubiläum. Aus diesem Anlass ist das ganze Jahr über ein spartenübergreifendes Ausstellungs- und Veranstaltungsprogramm geplant. Überschrieben mit „be pART – 20 Jahre DA“ finden die partizipativen Kernelemente des DA, Kunsthaus Eingang in das Jubiläumsthema: Im Blickpunkt steht die Aufforderung zur kulturellen Teilhabe, zum „Mitmachen und Mitdenken“ und das Nachspüren, was es eigentlich bedeutet, ein Teil von einem Ganzen zu sein.
Inhaltlich setzt sich das DA, Kunsthaus im Jubiläumsjahr mit dem Wechselspiel zwischen dem Umfeld (Architektur-/Sozialer Raum), in dem wir aufwachsen und leben, und unserem Selbstverständnis, unserer Identitätsprägung auseinander. Die historische Präsentation „ZISTERZIENSERINNEN. Das Kloster Gravenhorst 1256 – 1808“ wirft einen Blick auf die Geschichte der Zisterzienserinnen in Gravenhorst. Anhand von Texten, Bildern und Objekten stellt die Ausstellung die Vergangenheit dar. Die Gruppenausstellung „[intimacy] - Von Menschen und Orten“ wiederum geht anhand diverser künstlerischer Positionen der Frage nach, wie Architektur, Stadtstruktur, Natur- und Kulturräume die Menschen prägen und Einfluss nehmen auf die Entwicklung von Identität und Zugehörigkeit.

## Räume

### Innenräume
Das DA, Kunsthaus Kloster Gravenhorst befindet sich in einem ehemaligen, nahezu komplett erhaltenen Zisterzienserinnenkloster aus dem 13. Jahrhundert. Die Klosteranlage hat sich im Verlauf der Jahrhunderte verändert und ist organisch gewachsen. Dementsprechend haben verschiedene Kunstepochen von der Gotik, über die Renaissance bis zum Barock ihre Spuren hinterlassen. 2004 wurden die Klostergebäude im Rahmen der Regionale 2004 unter Erhalt der historischen Bausubstanz saniert, gesichert und um moderne Elemente ergänzt. Auf eine historisierende Rekonstruktion wurde verzichtet.
Das Konventsgebäude besteht aus einem West- und einem Südflügel. Der Westflügel gehört zum ältesten erhaltenen Teil der gesamten Anlage und wird dominiert vom großen Saal, einem bis zum Dachstuhl offenen, fast 50 Meter langen Raum, in dem über das Jahr verteilt zahlreiche Veranstaltungen und ein Großteil der Kunstausstellungen stattfinden. Die Südseite des Westflügels beinhaltet ein spätgotisches Fenster. Im Norden des Westflügels liegt der ehemalige Kapitelsaal. Direkt darüber befindet sich der sogenannte „Regieraum“, ein weißer Kubus, der wie der Kapitelsaal als Ausstellungsfläche genutzt wird. Ein neu eingebautes Treppenhaus verbindet die unterschiedlichen Geschosse von West- und Südflügel. Der Südflügel beherbergt im Erdgeschoss das Foyer, den kleinen Saal als weiteren Ausstellungsraum sowie daran anschließend ein Café. Im Obergeschoss sind sieben Ateliers vorhanden, die vor allem im Rahmen des Projektstipendiums KunstKommunikation genutzt werden, sowie Apartmenträume für Künstler. Über den großen Saal gelangt man zudem in den Gewölbekeller, der ebenfalls für Ausstellungen genutzt wird.
Ebenfalls zum DA, Kunsthaus Kloster Gravenhorst gehört das ehemalige Back- und Brauhaus, das heute als Verwaltungsgebäude dient. Die ehemalige Klosterkirche befindet sich in Landesbesitz und wird bis heute als katholische Gemeindekirche genutzt. Die Klostermühle befindet sich in Händen des Fördervereins Kloster Gravenhorst, der sie zu bestimmten Terminen der Öffentlichkeit zugänglich macht.

### Außenräume
Da von den frühen Nutzgärten der Nonnen keine Relikte mehr vorhanden waren und es auch keine historischen Belege für einen Klostergarten im traditionellen Sinne gibt, wurde der Klosterpark weitestgehend im Zustand von 2004 belassen. Seitdem wird die Grünfläche rund um das Kunsthaus für Veranstaltungen, zeitgenössische Skulpturen und temporäre Installationen genutzt.
Noch vor Eröffnung des DA, Kunsthauses wurden im Rahmen der Skulptur-Biennale Münsterland 2001 zwei Kunstwerke im Außenraum realisiert: Der Irrgarten Waiting for the Barbarians von Kendell Geers und Dagmar Demmings Audioinstallation Die Zone im angrenzenden Wald. Im Rahmen der Regionale 2004 wurde die „lebendige Architektur“ der Weidenreuse als Gemeinschaftsprojekt des Schweizer Künstlers Marcel Kalberer mit zahlreichen freiwilligen Helfern realisiert werden. Im Kontext des Klangkunstfestivals „SOUNDSEEING“ schuf Olaf Pyras 2010 eine skulpturale Setzung mit Klangsteinen. Der Berliner Künstler Pfelder erhielt im Rahmen des Ausstellungsprojektes „Kunst + Leben 2010“ den Auftrag für seinen Dancefloor, der im Kontext der Jubiläumsausstellung „Full House“ zum Projektstipendium KunstKommunikation 2016 renoviert und neu positioniert wurde. Die SELBST-Skulptur entwickelte Oliver Gather anlässlich seines Projektstipendiums KunstKommunikation 2014. Im selben Jahr entstand der Himmelstisch von Alexander Edisherov und Katerina Kuznetcowa sowie ein Jahr später die Dialogfontäne von Gilbert Geister. Die „Gravenhorster SAISONALE*“ ermöglichte jeweils deren Renovierung, Verstetigung und Ergänzung.
Neben den ständig im Außenraum präsenten Kunstwerken trifft man im Außenraum auf eine ganze Reihe an künstlerischen Erlebnisangeboten. Die partizipativen Arbeiten wurden allesamt von Stipendiaten während ihres Aufenthalts im DA, Kunsthaus Kloster Gravenhorst entwickelt und laden Besucher ein, selbst aktiv und kreativ zu werden. Im Rahmen ihres Projektstipendiums KunstKommunikation 15 stellte z. B. die Künstlerin An Seebach eigens für das DA, Kunsthaus Kloster Gravenhorst entwickelte Kunst-Picknickdecken her und erweiterte diese 2021 um acht neue interaktive Textilarbeiten. Die zeitgenössische Handarbeit aus Outdoormaterialien mit Applikationen aus Fleece und Fotodrucken collagiert Vergangenheit und Gegenwart von Kloster und Kunsthaus und will zu einer ortsanalogen Handlung verführen, dem Arbeitsprinzip der Künstlerin. Blinde, Sehbehinderte sowie auch sehende Menschen sind gleichermaßen willkommen, sich auf den Parcours der Nichtsehenswürdigkeiten zu begeben, der zu Sinneserlebnissen jenseits des Visuellen anregen soll. Mithilfe speziell angefertigter tastbarer Tablets können Besuchende das Gelände des ehemaligen Klosters erkunden. Das Kunstprojekt wurde im Rahmen des Projektstipendiums KunstKommunikation 14 von Dirk Sorge und Jovana Komnenić entwickelt. Der knapp einstündige Kunstspaziergang Hortus Toxicus von Reinhard Krehl, entstanden im Rahmen der Gravenhorster SAISONALE* 2020, führt zu sieben Standorten auf dem Gelände, an denen jeweils in natura verschiedene Giftpflanzen wachsen. Über einen QR-Code lässt sich über das eigene Smartphone verschiedensten Geschichten rund um die „gefährlichen“ Gewächse lauschen.

## Programmformate

### Projektstipendium „KunstKommunikation“
Seit fast 20 Jahren fördert der Kreis Steinfurt im DA, Kunsthaus Kloster Gravenhorst mit dem Stipendiumsprogramm »KunstKommunikation« gemeinschaftsorientierte Kunstprojekte, die von Handlung und Laienbeteiligung leben und gesellschaftsrelevante Themen mit partizipatorischen Aspekten aufgreifen.
Im Fokus stehen Kunstprojekte auf internationaler Ebene im ländlichen Raum, die sich nicht nur an ein spezifisches Kunstpublikum wenden, sondern auch an eine breite, regionale Öffentlichkeit, die immer Teil der künstlerischen Konzepte und Aktionen ist. Lebensnahe Themen bieten im DA und in der ganzen Region Anlass für künstlerische Projekte, Aktionen und Interventionen, die oft in Kooperation mit Betrieben, Vereinen und Schulen der Region durchgeführt werden. So wurden seit 2006 zahlreiche Kunstprojekte gefördert, die nicht vorrangig ergebnis-, sondern prozess- und erfahrungsorientiert sind – ortsbezogene Kunstprojekte, die sich gezielt mit der Geschichte, der Topographie, den sozialen Zusammenhängen oder der Ökologie des ländlichen Raums auseinandersetzen.

### „Soundseeing“ – Das münsterlandweite Klangkunstfestival
Soundseeing präsentiert seit 2009 die Arbeiten renommierter nationaler und internationaler Künstler. Den Grundstein für das Projekt legte das DA, Kunsthaus Kloster Gravenhorst gemeinsam mit dem cuba-cultur in Münster sowie Stephan Froleyks von der Musikhochschule Münster, der bis heute als Kurator fungiert. Gemeinsam mit seinen Kollegen Ralf Schreiber und Erwin Stache zeichnete er für die erste SOUNDSEEING-Ausstellung verantwortlich. Die drei Künstler kreierten im DA, Kunsthaus eine „Welt der Klänge“, bestehend aus Installationen und Klangperformances mit solar betriebenen Klangmodulen von Schreiber, Klangschüsseln von Stache und Klaviertorsi von Froleyks.
In den folgenden Jahren entwickelte sich SOUNDSEEING von einer auf das DA, Kunsthaus beschränkten Klangkunstreihe zu einem münsterlandweiten Festival. 2023 konnte die alle zwei Jahre stattfindende Reihe bereits zum neunten Mal zahlreiche Zuhörer verzeichnen. Die Ausstellung im DA, Kunsthaus gestaltete der weltweit aktive Klangkünstler Emeka Ogboh (Nigeria, Berlin). In der Klangkunst-Ausstellung Chi dị Ebere [God is merciful] kombinierte Ogboh Gesangs- und Musiktraditionen der Igbo aus seinem Heimatland Nigeria mit elektronischen Kompositionen. Ausgangspunkt war das Erforschen des Musizierens als Bewältigungsmechanismus für Trauer und Verlust. Die Sound-Installationen gaben Raum, um verschiedenen Stadien des Verleugnens, Annehmens und Verarbeitens im Trauerprozess bis hin zum Zelebrieren des Lebens nachzuspüren.

### Historische Präsentation „Geschichte hinterm Giebel“
Die Reihe der historischen Ausstellungen zeigt ungewöhnliche Facetten zur Geschichte des ehemaligen Zisterzienserinnenklosters: Das können Fundstücke aus der Zeit der Ausgrabungen im Zuge des Umbaus zum Kunsthaus sein – anschaulich präsentiert als Vitrinenausstellung im Foyer oder kleinen Saal des DA. Schriftstücke und Dokumente beleuchten die wirtschaftlichen und politischen Entwicklungen durch die Jahrhunderte. Émigrés in Gravenhorst, Flucht übers Nonnenpättken oder Napoleons Machtübernahme in Westfalen: Die historischen Präsentationen erzählen von guten und schlechten Zeiten, von Krieg und Wohlstand, gesellschaftlichen Gepflogenheiten, Wasserbaukunst und Müllerhandwerk – und schlagen immer wieder auch den Bogen in die heutige Zeit.

### Ausstellung „Kunst in der Region“
Mit der jährlichen Gemeinschaftsausstellung „Kunst in der Region“ präsentiert der Kreis Steinfurt seit 1990 einen Einblick in das aktuelle Kunstschaffen in der Region. Jeweils zum Sommer gibt es einen Bewerbungsaufruf für Künstler aus dem Münsterland, dem Gebiet der EUREGIO mit den angrenzenden Niederlanden und dem Osnabrücker Land.
Eine jährlich wechselnde Fachjury bestehend aus je einem Vertreter der Kunstakademie Münster oder der ArtEZ Enschede/Hengelo, einer regionalen Kultureinrichtung und einer Kulturinstitution, die ihren Sitz nicht in der Region hat, wählt anhand von Originalwerken die Arbeiten für die jeweils aktuelle Ausstellung aus, die immer im Herbst im DA, Kunsthaus Kloster Gravenhorst präsentiert wird. Ziel der Ausstellung ist es, die facettenreichen Aussagen der bildenden Kunst zu zeigen und zu einem Dialog zwischen Künstlern und Besuchern einzuladen.
Durch jährliche Ankäufe aus dieser Ausstellung hat der Kreis Steinfurt eine umfangreiche Sammlung des regionalen Kunstschaffens aufgebaut, die in den Kreishäusern in Steinfurt und Tecklenburg dauerhaft ausgestellt ist.

### Ausstellung „Jugend gestaltet“
Bis zu 800 Kinder und Jugendliche im Alter zwischen 6 und 20 Jahren beteiligen sich jährlich an dem Kunstwettbewerb, den der Kreis Steinfurt seit über 30 Jahren auslobt. Mitglieder der Künstlergemeinschaft Welbergener Kreis und Studierende der Kunstakademie Münster bilden die Jury und wählen aus den Originalarbeiten die Werke für die Ausstellung aus.
Teilnahmeberechtigt sind in erster Linie Schüler aus dem Kreis Steinfurt. Der Wettbewerb wird an Schulen ausgeschrieben, es können sich aber auch Jugendliche außerhalb der Schule als Einzelteilnehmer bewerben. Aus den besten Arbeiten wird eine Ausstellung zusammengestellt, die nach der Eröffnung ca. vier Wochen zu sehen ist. Die Kunstwerke werden den Teilnehmern zurückgegeben.
Ein Teil der eingereichten Arbeiten entsteht während der „Jugend-Kreativ-Tage“, künstlerische Wochenendworkshops, die in Zusammenarbeit mit Kunstschaffenden aus dem Kreis Steinfurt im Vorfeld durchgeführt werden. Die Bilder der Ausstellung „Jugend gestaltet“ werden nach der Eröffnungsveranstaltung im DA, Kunsthaus Kloster Gravenhorst ein Jahr als Wanderausstellung im gesamten Kreis Steinfurt gezeigt.

### Winterlicht – Lichtinstallationen
Seit 2008 sind im Innen- und Außenraum des ehemaligen Klostergebäudes Licht- und Videoinstallationen internationaler Lichtkünstler zu sehen. Inmitten der Lichtkunst finden alljährlich auch das Neujahrskonzert und der Ökumenischer Gottesdienst Anfang Februar statt.
Zu den bislang vertretenen Künstlern gehören unter anderen Arend Zwicker, Regine Schumann, Nicola Dicke, Katerina Kuznetcowa, Yvonne Goulbier, Sigrid Sandmann, Betty Rieckmann, Susanne Rottenbacher, Tim Roßberg, Nils Völker und Christoph Dahlhausen.
In der Wintersaison 2023/24 bespielte die Künstlerin Jeongmoon Choi die Ausstellungsräume. Dreidimensionalen, begehbaren Zeichnungen gleich erschuf Jeongmoon Choi fragile Raumkonstruktionen, die in Verbindung mit der bestehenden Architektur und im steten Perspektivwechsel des Hindurchbewegens immer wieder neue Bildwelten erzeugten.

### Marktzauber
Der jährlich auf dem historischen Klostergelände stattfindende Klostermarkt „Marktzauber“ bietet eine Mischung aus Kunst, Handwerk, Unterhaltung und Kulinarik. Ein Element ist das „Künstlerdorf“. Hier erleben Besucher Kunst und können Teil einer Kunstaktion werden.